# Симор (Индиана)
Симор (англ. Seymour) — город в округе Джэксон в штате Индиана в Соединённых Штатах Америки; крупнейший населённый пункт округа.
Согласно данным переписи населения США 2020 года число жителей города 
составляло 21 569 человек.

## История
Симор был основан 27 апреля 1852 года примерно в двух милях к югу от Рокфорда.
Первая существенная волна поселенцев прибыла сюда весной 1853 года. 29 июня 1854 года первый поезд новой железной дороги остановился в Симоре и дал по этому поводу праздничный пушечный выстрел, который, из-за несоблюдения элементарных правил безопасности, омрачил праздник: погибли четыре человека.

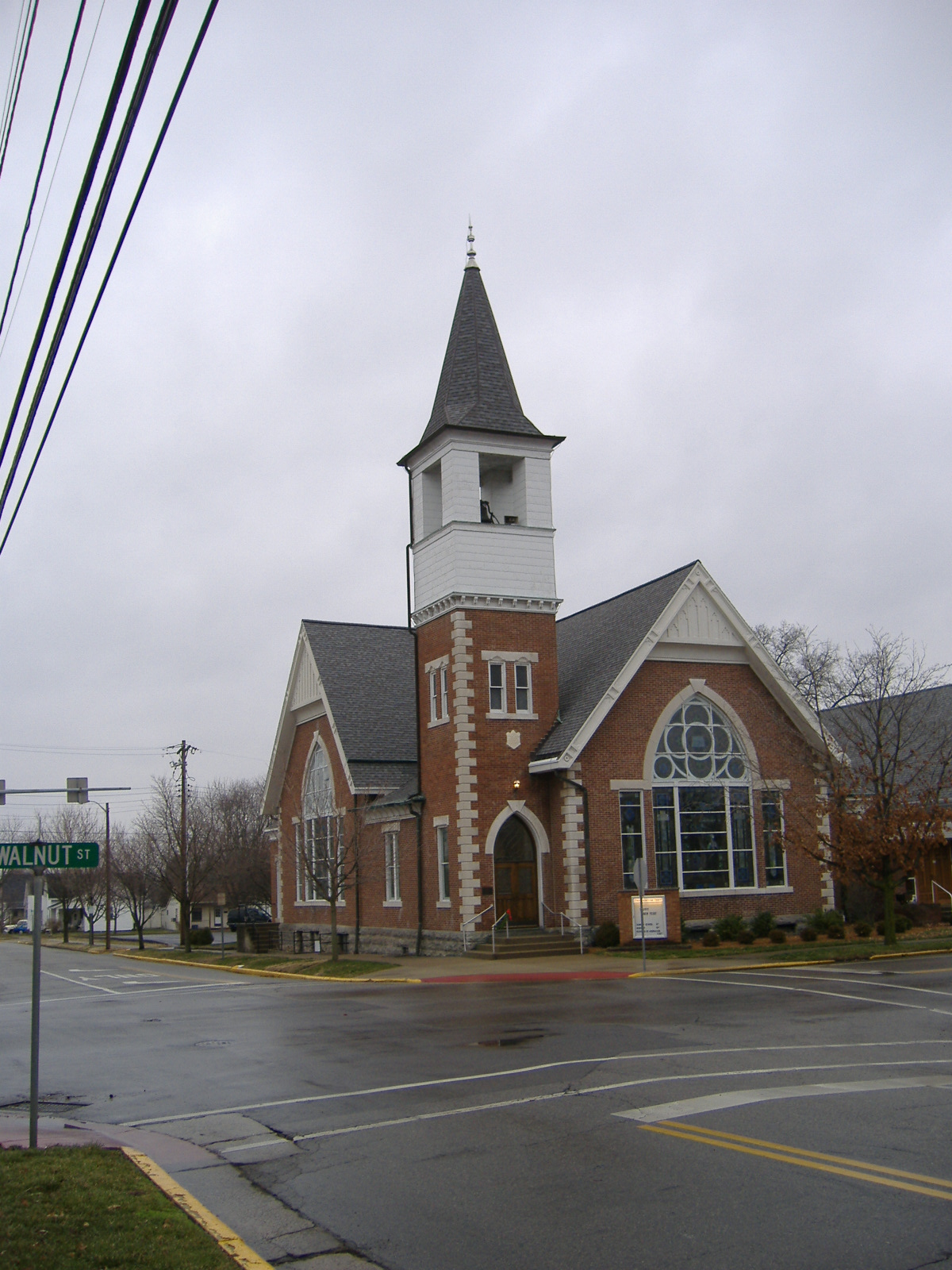
1-я пресвитерианская церковь

Девять уроженцев Симора погибли в Европе во время Первой мировой войны. Кеннет Эрл Кокрум, служивший на линкоре U.S.S. Аризона, стал первым горожанином погибшим во Второй мировой войне во время вероломного нападения на Перл-Харбор. Во время мировой войны правительство США приобрело 2500 акров (1000 га) земли к юго-западу от города для использования в качестве учебного аэродрома; действовал с 1942 по 1946 год. Аэропорт сначала хотели назвать в честь Кокрума, но в итоге он стал называться Аэродром Фримен. Этот аэродром был первой вертолётной базой армии США.
В 1986 году, благодаря усилиям тогдашнего вице-губернатора Джона Мутца и общественных лидеров Корпорации промышленного развития округа Джексон, компания Aisin начала строительство завода в Симоре, а производство началось в 1989 году при широкой общественной поддержке. Первоначальные оценки предполагали 200 новых сотрудников, но к 2020 году компания наняла более 2000 местных жителей. Завод поставляет комплектующие для Honda, General Motors, Mitsubishi, Nissan и Toyota.
В XXI веке население города постоянно росло, но в основном за счёт испаноязычных иммигрантов, преимущественно из Гватемалы; по состоянию на 2020 год их число составляло более 10 % местного населения, что традиционно принесло с собой и заметный рост преступности.

## География
Город Симор расположен в 62 милях к югу от Индианаполиса и в 55 милях к северу от Луисвилла, штат Кентукки.

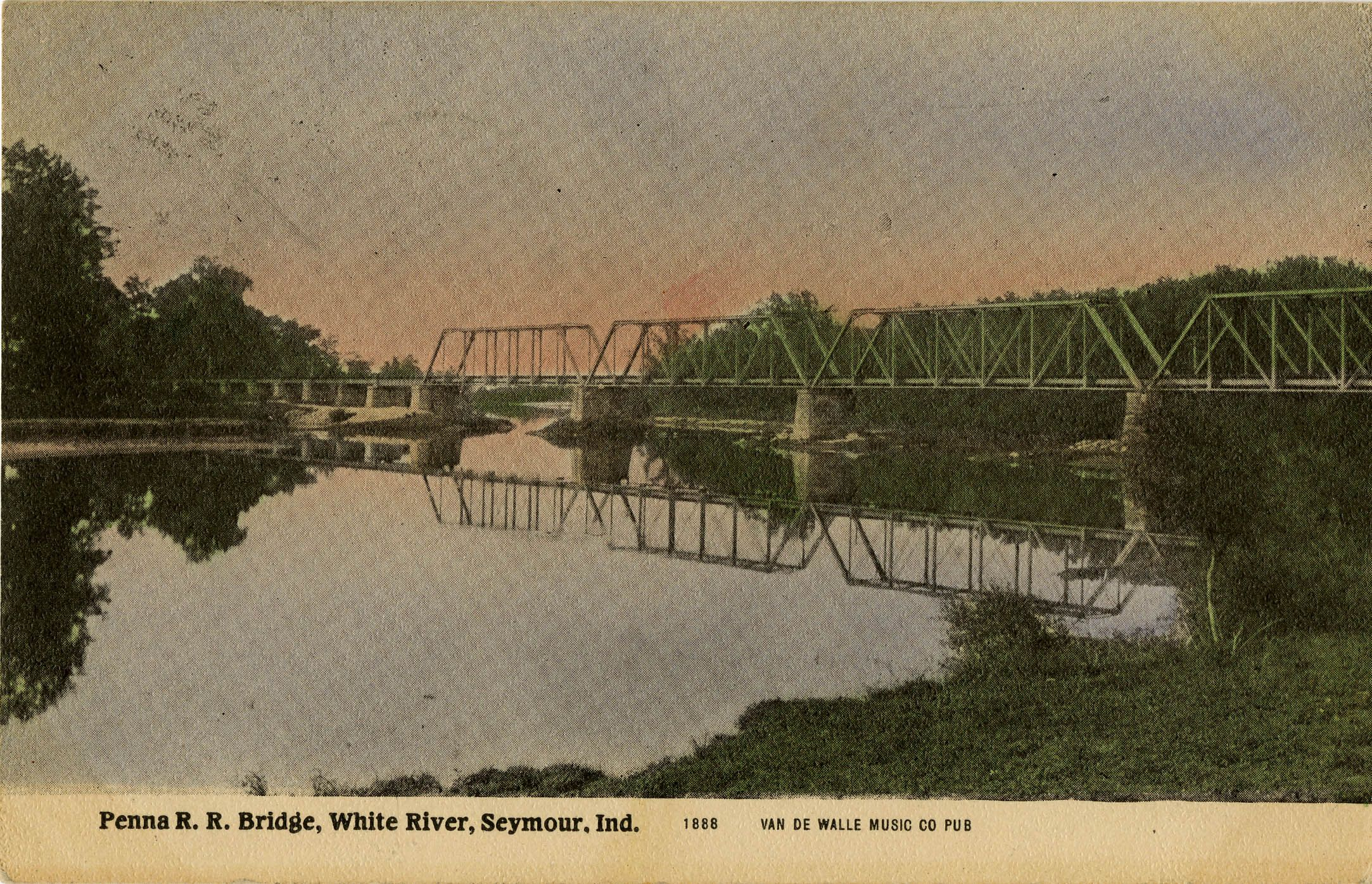
Мост через Уайт-Ривер в Симоре на почтовой открытке

Район, где ныне стоит Симор, является частью географического региона Скоттсбургской низменности Южной Индианы. Этот район характеризуется относительно плоским рельефом, который контрастирует с изрезанными холмами близлежащей возвышенности и уступами Нобстоун. Низменности образованы из более старых и легко размываемых сланцев, которые создали ландшафт, отличный от окружающих возвышенностей и уступов. Почва песчаная, но в целом продуктивная для сельского хозяйства и животноводства. Местная топология определяется восточным рукавом реки Уайт-Ривер, медленно текущей, сильно заиленной и с извилистой поймой. Из-за окружающих низменных болот и сельскохозяйственной деятельности река подвержена частым наводнениям; с 1900 года было зафиксировано не менее трех крупных наводнений.
Согласно данным Бюро переписи населения США, общая площадь Сеймура составляет 11,425 квадратных миль (29,59 км2), из которых 11,42 квадратных миль (29,58 км2 или 99,96 %) — это суша и 0,005 квадратных миль (0,01 км2 или 0,04 %) — водная поверхность.